# Ellenséges terület (film, 2001)
Az Ellenséges terület 2001-ben bemutatott háborús film, melyet John Moore rendezett. A főbb szerepekben Gene Hackman és Owen Wilson látható. A történet a boszniai háború idején játszódik.

## Cselekmény
|  | Alább a cselekmény részletei következnek! |

Chris Burnett (Owen Wilson) egy anyahajón teljesít szolgálatot, mint repülőgép navigátor, a válság idején valahol az Adriai-tengeren, de elege van ebből az életből és le szeretne szerelni. A hajó kapitánya, Leslie Riegart tengernagy (Gene Hackman) nem fogadja el a leszerelési kérelmét csak a szolgálat lejártakor, azaz két hét múltával. Karácsonykor őt, és a pilótáját Jeremy Stackhouse (Gabriel Macht) felderítő repülésre küldték a biztonságos zónába, a tengernagy parancsára. Nem találnak semmi érdekeset, ám a demilitarizált zónában mozgást érzékelnek, és úgy döntenek a tiltás ellenére megnézik a jelek forrását. Rálelnek egy jelentősebb méretű szerb katonai csapatra és fotót is készítenek róluk, de mint később kiderül, nem csak a csapatokat fényképezték le hanem egy népirtás tömegsírjait is, amiről ők nem is tudtak. Hogy ez ne derüljön ki, a szerbek lelőtték a repülőt és el akarják hallgattatni a személyzetet. A pilótát megtalálják és Burnett szeme láttára kivégzik. Neki menekülnie kell át a háborús övezeten egészen a biztonsági zónáig, mert csak ott engedélyezték a mentőakciót. A menekülése során rátalál a tömegsírra, és onnantól már az is a célja, hogy a merevlemezre rögzített képeket eljuttassa az anyahajóra.

## Szereplők
| Szerep                           | Színész                 | Szinkronhang      |
| -------------------------------- | ----------------------- | ----------------- |
| Chris Burnett hadnagy            | Owen Wilson             | Széles Tamás      |
| Leslie McMahon Reigart admirális | Gene Hackman            | Kristóf Tibor     |
| Stackhouse                       | Gabriel Macht           | Kardos Róbert     |
| Rodway százados, USMC            | Charles Malik Whitfield | Rába Roland       |
| Tom O'Malley főnök               | David Keith             | Tarján Péter      |
| Miroslav Lokar                   | Olek Krupa              |                   |
| Piquet admirális                 | Joaquim de Almeida      | Jakab Csaba       |
| Sasha                            | Vladimir Mashkov        |                   |
| Bazda                            | Marko Igonda            |                   |
| Kennedy közlegény                | Eyal Podell             |                   |
| Donnelly admirális               | Geoffrey Pierson        |                   |
| Aernout Van Lynden               | Aernout Van Lynden      |                   |
| Red Crown operátor               | Sam Jaeger              | Csizmadia Gergely |
| Babik                            | Kamil Kollarik          | Karácsonyi Zoltán |